# Altenkreith
Altenkreith ist ein Gemeindeteil der knapp zwei Kilometer südöstlich gelegenen Stadt Roding und eine Gemarkung im Landkreis Cham (Oberpfalz).

## Geographie
Das Dorf liegt zwischen Rodinger Forst und dem Tal des Regen an den Bundesstraßen 16 und 85.
Die Gemarkung Altenkreit liegt vollständig im Stadtgebiet von Roding und hat eine Fläche von etwa 1461 Hektar. Auf der Gemarkung liegen die Rodinger Gemeindeteile Altenkreith, Mitterkreith, Weiherhaus und Teile von Nassen.

## Geschichte
Die Geschichte von Altenkreith ist eng verbunden mit der Geschichte des inzwischen abgegangenen Landsassengutes Altenkreith. Die Gemeinde Altenkreith wurde 1808 gegründet. Die Auflösung der Gemeinde nach Ende des Zweiten Weltkrieges durch die US-Militärverwaltung wurde zum 1. April 1948 wieder aufgehoben. Im Jahr 1964 hatte die Gemeinde eine Fläche von 382,60 Hektar und die Gemeindeteile Altenkreith, Mitterkreith, Nassen und Weiherhaus. Die Gemeindeverwaltung war in Mitterkreith. Am 1. Mai 1978 wurde die Gemeinde Altenkreith aufgelöst und in die Stadt Roding eingemeindet.  Bei der Volkszählung am 25. Mai 1987 wurden 141 Einwohner festgestellt.